# An Hòa, Trảng Bàng
An Hòa là một phường thuộc thị xã Trảng Bàng, tỉnh Tây Ninh, Việt Nam.

## Địa lý
Phường An Hòa nằm gần trung tâm thị xã Trảng Bàng, có vị trí địa lý:
- Phía đông giáp phường Trảng Bàng và phường An Tịnh
- Phía tây giáp xã Phước Chỉ
- Phía nam giáp tỉnh Long An
- Phía bắc giáp phường Gia Bình và phường Gia Lộc.

Phường An Hòa có diện tích 30,23 km², dân số năm 2019 là 21.106 người, mật độ dân số đạt 698 người/km².

## Hành chính
Phường An Hòa được chia thành 10 khu phố: An Hội, An Lợi, An Phú, An Quới, Hòa Bình, Hòa Hưng, Hòa Hội, Hòa Lợi, Hòa Phú và An Thới.

## Lịch sử
Trước đây, An Hòa là một xã thuộc huyện Trảng Bàng.
Ngày 10 tháng 1 năm 2020, Ủy ban Thường vụ Quốc hội ban hành Nghị quyết số 865/NQ-UBTVQH14 (nghị quyết có hiệu lực từ ngày 1 tháng 2 năm 2020). Theo đó, thành lập phường An Hòa thuộc thị xã Trảng Bàng trên cơ sở toàn bộ 30,23 km² diện tích tự nhiên và 21.106 người của xã An Hòa.

## Văn hóa
- Tha La xóm đạo: Đây là vùng đồng bào Công giáo chiếm tỉ lệ dân số lớn, thuộc khu phố An Hội. Vùng Tha La xóm đạo có nhà thờ Công giáo nổi tiếng, có những nghề truyền thống mỹ nghệ từ tre, tầm vong, nghề thủ công rèn, tiểu thù công nghiệp xay xát. Cùng với Đình An Hòa, nhà thờ Tha La là kiến trúc cổ, tiêu biểu của Trảng Bàng
- Đình An Hoà
- Cầu Quan.